# Montorio
Montorio – gmina w Hiszpanii, w prowincji Burgos, w Kastylii i León, o powierzchni 23,53 km². W 2011 roku gmina liczyła 184 mieszkańców.